# Championnats du monde de boxe amateur 1989
Navigation
Édition précédente Édition suivante
Les 5e championnats du monde de boxe amateur masculins se sont déroulés du 17 septembre au 1er octobre 1989 à Moscou, URSS, sous l'égide de l'AIBA (Association Internationale de Boxe Amateur).

## Résultats

### Podiums
| Catégories                    | Or                 | Argent                   | Bronze                               |
| Poids mi-mouches (-48 kg)     | Eric Griffin       | Rogelio Marcelo          | Kim Dok-nam Nshan Munchyan           |
| Poids mouches (-51 kg)        | Yuriy Abachakov    | Pedro Reyes              | Li Gwang-sik Krzysztof Wróblewski    |
| Poids coqs (-54 kg)           | Enrique Carrión    | Serafim Todorov          | Li Yong-ho Luigi Quittadamo          |
| Poids plumes (-57 kg)         | Airat Khamatov     | Kirkor Kirkorov          | Arnaldo Mesa James Nicholson         |
| Poids légers (-60 kg)         | Julio González     | Andreas Zülow            | Kostya Tszyu Tonga McClain           |
| Poids super-légers (-63,5 kg) | Igor Ruzhnikov     | Andreas Otto             | Michael Carruth Vukašin Dobrašinović |
| Poids welters (-67 kg)        | Francisc Vastag    | Siegfried Mehnert        | Raúl Márquez Vladimir Yereshchenko   |
| Poids super-welters (-71 kg)  | Israel Akopkokhyan | Torsten Schmitz          | Karim Kabbarim Rudel Obreja          |
| Poids moyens (-75 kg)         | Andrey Kurniavka   | Ángel Espinosa           | Zoltán Füzesy Sven Ottke             |
| Poids mi-lourds (-81 kg)      | Henry Maske        | Pablo Romero             | Nurmagomed Chanavasov Sándor Hranek  |
| Poids lourds (-91 kg)         | Félix Savón        | Yevgeniy Sudakov         | Bert Teuchert Axel Schultz           |
| Poids super-lourds (+91 kg)   | Roberto Balado     | Aleksandr Miroshnichenko | Maik Heydeck Ladislav Husárik        |

### Tableau des médailles
| Place | Pays                 | Médaille d'or, monde | Médaille d'argent, monde | Médaille de bronze, monde | Total |
| ----- | -------------------- | -------------------- | ------------------------ | ------------------------- | ----- |
| 1     | Union soviétique     | 5                    | 2                        | 4                         | 11    |
| 2     | Cuba                 | 4                    | 4                        | 1                         | 9     |
| 3     | Allemagne de l'Est   | 1                    | 4                        | 2                         | 7     |
| 4     | États-Unis           | 1                    | 0                        | 2                         | 3     |
| 5     | Roumanie             | 1                    | 0                        | 1                         | 2     |
| 6     | Bulgarie             | 0                    | 2                        | 0                         | 2     |
| 7     | Corée du Nord        | 0                    | 0                        | 3                         | 3     |
| 8     | Allemagne de l'Ouest | 0                    | 0                        | 2                         | 2     |
| 8     | Hongrie              | 0                    | 0                        | 2                         | 2     |
| 10    | Australie            | 0                    | 0                        | 1                         | 1     |
| 10    | Tchécoslovaquie      | 0                    | 0                        | 1                         | 1     |
| 10    | Égypte               | 0                    | 0                        | 1                         | 1     |
| 10    | Irlande              | 0                    | 0                        | 1                         | 1     |
| 10    | Italie               | 0                    | 0                        | 1                         | 1     |
| 10    | Pologne              | 0                    | 0                        | 1                         | 1     |
| 10    | Yougoslavie          | 0                    | 0                        | 1                         | 1     |
| Total | 16 pays médaillés    | 12                   | 12                       | 24                        | 48    |